# Julian Perretta

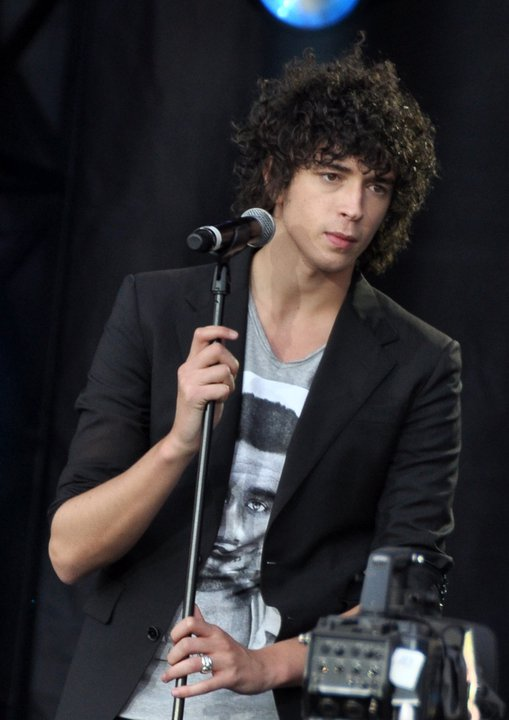
Julian Perretta (2011)

Julian Remo Perretta (* 13. Januar 1989 in London) ist ein britischer Musiker, der insbesondere durch seine Debütsingle Wonder Why sowie auch seine Kollaboration mit Dimitri Vegas & Like Mike und Moguai Body Talk (Mammoth) bekannt ist.

## Biografie
In seiner Jugend lernte er erst Gitarre und dann Klavier spielen. An der Royal Academy of Dramatic Art nahm er klassischen Schauspielunterricht (Shakespeare).
Seine Musikkarriere begann als Begleitung von Mark Ronson auf einer Europatour. Danach trat er auch als Vorgruppe von Beyoncé und Girls Aloud auf und machte sich einen Namen in der Musikszene. Schließlich nahm ihn Universal Music unter Vertrag.
2010 nahm er sein Debütalbum Stitch Me Up auf. In Frankreich, wo Perretta lebt, hatte er mit seiner Debütsingle Wonder Why einen Top-Ten-Hit, und auch das Album war in den französischen Charts erfolgreich. Auch die weiteren Single-Auskopplungen konnten eine Platzierung in den französischen Single-Charts erreichen.
Anfang 2011 stand er im Vorprogramm der Europatournee von James Blunt.
Im Sommer 2014 erschien in Zusammenarbeit mit dem DJ-Duo Dimitri Vegas & Like Mike eine Vocal Version zu ihrem Instrumentalstück Mammoth, das bereits im Sommer 2013 zum Club-Hit wurde und unter anderem in Deutschland in den Charts platziert war. Auch die Vocal Version, die den Titel Body Talk trägt wurde ein Erfolg und erreichte Platz 2 der belgischen Single-Charts. Des Weiteren brachte das Lied die Instrumentalversion zurück in die französischen Charts. Im offiziellen Musikvideo, das bereits nach wenigen Tagen mehrere Millionen Aufrufe zählte, wirkte Perretta mit.

## Diskografie

### Alben
| Jahr | Titel Musiklabel     | Höchstplatzierung, Gesamtwochen, AuszeichnungChartplatzierungen (Jahr, Titel, Musiklabel, Platzierungen, Wochen, Auszeichnungen, Anmerkungen) | Höchstplatzierung, Gesamtwochen, AuszeichnungChartplatzierungen (Jahr, Titel, Musiklabel, Platzierungen, Wochen, Auszeichnungen, Anmerkungen) | Höchstplatzierung, Gesamtwochen, AuszeichnungChartplatzierungen (Jahr, Titel, Musiklabel, Platzierungen, Wochen, Auszeichnungen, Anmerkungen) | Höchstplatzierung, Gesamtwochen, AuszeichnungChartplatzierungen (Jahr, Titel, Musiklabel, Platzierungen, Wochen, Auszeichnungen, Anmerkungen) | Höchstplatzierung, Gesamtwochen, AuszeichnungChartplatzierungen (Jahr, Titel, Musiklabel, Platzierungen, Wochen, Auszeichnungen, Anmerkungen) | Höchstplatzierung, Gesamtwochen, AuszeichnungChartplatzierungen (Jahr, Titel, Musiklabel, Platzierungen, Wochen, Auszeichnungen, Anmerkungen) | Anmerkungen                             |
| Jahr | Titel Musiklabel     | DE | AT | CH | BEW | BEF | FR | Anmerkungen                             |
| ---- | -------------------- | --- | --- | --- | --- | --- | --- | --------------------------------------- |
| 2010 | Stitch Me Up Polydor | — | — | — | BEW76 (2 Wo.)BEW | — | FR30 (19 Wo.)FR | Erstveröffentlichung: 7. September 2010 |
| 2016 | Karma Numeric Major  | — | — | — | — | — | FR29 (17 Wo.)FR | Erstveröffentlichung: 17. Juni 2016     |

### Singles
| Jahr | Titel Album                        | Höchstplatzierung, Gesamtwochen, AuszeichnungChartplatzierungen (Jahr, Titel, Album, Platzierungen, Wochen, Auszeichnungen, Anmerkungen) | Höchstplatzierung, Gesamtwochen, AuszeichnungChartplatzierungen (Jahr, Titel, Album, Platzierungen, Wochen, Auszeichnungen, Anmerkungen) | Höchstplatzierung, Gesamtwochen, AuszeichnungChartplatzierungen (Jahr, Titel, Album, Platzierungen, Wochen, Auszeichnungen, Anmerkungen) | Höchstplatzierung, Gesamtwochen, AuszeichnungChartplatzierungen (Jahr, Titel, Album, Platzierungen, Wochen, Auszeichnungen, Anmerkungen) | Höchstplatzierung, Gesamtwochen, AuszeichnungChartplatzierungen (Jahr, Titel, Album, Platzierungen, Wochen, Auszeichnungen, Anmerkungen) | Höchstplatzierung, Gesamtwochen, AuszeichnungChartplatzierungen (Jahr, Titel, Album, Platzierungen, Wochen, Auszeichnungen, Anmerkungen) | Anmerkungen                                             |
| Jahr | Titel Album                        | DE | AT | CH | BEW | BEF | FR | Anmerkungen                                             |
| ---- | ---------------------------------- | --- | --- | --- | --- | --- | --- | ------------------------------------------------------- |
| 2010 | Wonder Why Stitch Me Up            | — | — | CH64 (4 Wo.)CH | BEW11 (20 Wo.)BEW | — | FR8 (15 Wo.)FR | Erstveröffentlichung: 7. Juni 2010                      |
| 2010 | Stitch Me Up                       | — | — | — | — | — | FR81 (10 Wo.)FR | Erstveröffentlichung: 20. Dezember 2010                 |
| 2011 | If I Ever Feel Better Stitch Me Up | — | — | — | — | — | FR82 (3 Wo.)FR | Erstveröffentlichung: 11. Juli 2011                     |
| 2013 | Generation X –                     | — | — | — | — | — | FR159 (1 Wo.)FR | Erstveröffentlichung: 19. Januar 2013                   |
| 2014 | Wildfire –                         | — | — | — | — | — | FR24 (7 Wo.)FR | Erstveröffentlichung: 5. Mai 2014                       |
| 2015 | Miracle Karma                      | DE19 Gold · (24 Wo.)DE | AT12 (20 Wo.)AT | CH13 Platin · (23 Wo.)CH | BEW5 Gold · (23 Wo.)BEW | BEF21 (11 Wo.)BEF | FR5 (47 Wo.)FR | Erstveröffentlichung: 27. November 2015                 |
| 2016 | I Cry Karma                        | — | — | — | — | — | FR19 Gold · (22 Wo.)FR | Erstveröffentlichung: 15. April 2016                    |
| 2016 | Karma                              | — | — | — | — | — | FR74 (11 Wo.)FR | Erstveröffentlichung: 23. September 2016                |
| 2017 | Tied Up –                          | — | — | — | — | BEF33 (11 Wo.)BEF | — | Erstveröffentlichung: 17. Februar 2017 mit The Magician |
| 2018 | On the Line –                      | — | — | — | BEW20 (12 Wo.)BEW | — | — | Erstveröffentlichung: 1. Juni 2018                      |

Weitere Singles
- 2012: Naked
- 2013: That’s All
- 2017: Private Dancer (mit Feder)
- 2019: Pony (mit Lil Baby)
- 2019: Sweater Weather (mit Gaullin)
- 2020: Your Favourite Song (mit Younotus)
- 2020: Closer to You
- 2021: Seven Nation Army (mit Gaullin, FR: Gold)

### Als Gastmusiker
| Jahr | Titel Album                                        | Höchstplatzierung, Gesamtwochen, AuszeichnungChartplatzierungen (Jahr, Titel, Album, Platzierungen, Wochen, Auszeichnungen, Anmerkungen) | Höchstplatzierung, Gesamtwochen, AuszeichnungChartplatzierungen (Jahr, Titel, Album, Platzierungen, Wochen, Auszeichnungen, Anmerkungen) | Höchstplatzierung, Gesamtwochen, AuszeichnungChartplatzierungen (Jahr, Titel, Album, Platzierungen, Wochen, Auszeichnungen, Anmerkungen) | Höchstplatzierung, Gesamtwochen, AuszeichnungChartplatzierungen (Jahr, Titel, Album, Platzierungen, Wochen, Auszeichnungen, Anmerkungen) | Höchstplatzierung, Gesamtwochen, AuszeichnungChartplatzierungen (Jahr, Titel, Album, Platzierungen, Wochen, Auszeichnungen, Anmerkungen) | Höchstplatzierung, Gesamtwochen, AuszeichnungChartplatzierungen (Jahr, Titel, Album, Platzierungen, Wochen, Auszeichnungen, Anmerkungen) | Anmerkungen |
| Jahr | Titel Album                                        | DE | AT | CH | BEW | BEF | FR | Anmerkungen |
| ---- | -------------------------------------------------- | --- | --- | --- | --- | --- | --- | --- |
| 2014 | Body Talk (Mammoth) Bringing the World the Madness | DE90 a (4 Wo.)DE | — | — | BEW25 Gold · (9 Wo.)BEW | BEF2 (13 Wo.)BEF | FR106 (7 Wo.)FR | Vocalversion des Tracks Mammoth Erstveröffentlichung: 4. August 2014 Dimitri Vegas & Like Mike & Moguai feat. Julian Perretta |
| 2015 | Tales of Tomorrow Bringing the World the Madness   | — | AT64 (1 Wo.)AT | — | BEW21 (9 Wo.)BEW | BEF2 (10 Wo.)BEF | — | Erstveröffentlichung: 12. Januar 2015 Dimitri Vegas & Like Mike vs. Fedde Le Grand feat. Julian Perretta                      |
| 2023 | Substitution Paradise                              | DE18 Gold · (50 Wo.)DE | AT19 Platin · (32 Wo.)AT | CH19 Platin · (24 Wo.)CH | BEW2 Platin · (33 Wo.)BEW | BEF2 (30 Wo.)BEF | FR26 Diamant · (34 Wo.)FR | Erstveröffentlichung: 31. März 2023 Kungs & Purple Disco Machine feat. Julian Perretta                                        |

## Auszeichnungen für Musikverkäufe
| Goldene Schallplatte - Griechenland - 2024: für die Single Substitution Platin-Schallplatte - Italien - 2023: für die Single Substitution | 3× Platin-Schallplatte - Polen - 2024: für die Single Substitution 6× Platin-Schallplatte - Ungarn - 2025: für die Single Substitution |

Anmerkung: Auszeichnungen in Ländern aus den Charttabellen bzw. Chartboxen sind in ebendiesen zu finden.
| Land/RegionAuszeichnungen für Musikverkäufe (Land/Region, Auszeichnungen, Verkäufe, Quellen) | Gold     | Platin       | Diamant  | Verkäufe | Quellen           |
| -------------------------------------------------------------------------------------------- | -------- | ------------ | -------- | -------- | ----------------- |
| Belgien (BRMA)                                                                               | 2× Gold2 | Platin1      | —        | 65.000   | ultratop.be       |
| Deutschland (BVMI)                                                                           | 2× Gold2 | —            | —        | 500.000  | musikindustrie.de |
| Frankreich (SNEP)                                                                            | 2× Gold2 | —            | Diamant1 | 533.333  | snepmusique.com   |
| Griechenland (IFPI)                                                                          | Gold1    | —            | —        | 10.000   | Einzelnachweise   |
| Italien (FIMI)                                                                               | —        | Platin1      | —        | 100.000  | fimi.it           |
| Österreich (IFPI)                                                                            | —        | Platin1      | —        | 30.000   | ifpi.at           |
| Polen (ZPAV)                                                                                 | —        | 3× Platin3   | —        | 150.000  | olis.pl           |
| Schweiz (IFPI)                                                                               | —        | 2× Platin2   | —        | 50.000   | hitparade.ch      |
| Ungarn (MAHASZ)                                                                              | —        | 6× Platin6   | —        | 24.000   | slagerlistak.hu   |
| Insgesamt                                                                                    | 7× Gold7 | 14× Platin14 | Diamant1 |          |                   |